# 年資給付率
年資給付率用於計算勞保老年年金給付，計算方式如下：
勞保老年年金給付（月給付額）=平均月投保薪資×保險年資×年資給付率
- 依政院版確定將送立法院審核方案：

- 勞保平均月投保薪資

將從現行加保期間最高60個月，改為逐年增加12個月、最高180個月計算
- 年資給付率

1.55%
- 目前勞保月投保薪資上限為45,800元